# 满洲日报
《满洲日报》创刊于1927年（昭和2年）11月1日，是两个代表满洲的报刊合并起来并创刊的朝夕报刊。两个代表满洲报刊的其中一个是创刊于1907年《满洲日日新闻》，另外一个是创刊于1905年《辽东新闻》。《满洲日报》是当时在满洲相当有权利的满铁（南满铁道公司）的机关报，作为日本开拓满洲的国策新闻，当时在满洲具有强大的影响力。1935年8月7日，《满洲日报》改题为《满洲日日新闻》，1935年11月，总公司搬到奉天市。《满洲日日报》废刊于1945年日本战败。

## 历史
- 1905年，由中岛真雄创刊的《满洲日报》。
- 1901年，中岛真雄在北京创刊了汉文报纸《顺天时报》初名为《燕京时报》。当时日本政府为了配合侵略中国所进行的文化侵略的一部分，需要一份在中国发刊的日本政府机关报，日本政府外务省跟中岛真雄提起了收买《顺天时报》。中岛真雄在个人营业《顺天时报》时遇到了金钱上的困难，于是把《顺天时报》卖给外务省。
- 1905年3月，中岛真雄到达了日本军政下的营口。中岛真雄创刊《满洲日报》时，请稻垣伸太郎当主编，当时军政署要求《满洲日报》使用日、中、英文，三个语言，所以他从上海请来一位有美国留学经验的滨村善吉当编辑。创刊当初，满洲日报内部组织有庶务部，编辑部，活版部。中岛真雄是发行人，主编是稻垣伸太郎，编辑干部有来原庆助、松岛宗卫、滨村善吉等。
- 1906年7月，《满洲日报》发行册数已经达到4000册数，贩卖范围覆盖了满洲全区。
- 1907年10月，《满洲日报》总公司搬到奉天，实际上这个意味着《满洲日报》的废刊。《满洲日报》废刊的原因有4个。第一，主编稻垣伸太郎和当时的满洲领事关系不好，当时的领事对中岛真雄要求换主编为竹内忠次郎，但中岛真雄拒绝这个要求，领事和《满洲日报》干部之间关系恶化，于是迁移总公司。第二，当时支持《满洲日报》的营口军政彻底废除。第三，随着满铁迁移到大连，日本人在满洲经营的中心也迁移到大连，营口经济恶化。最后，新的报刊在大连接二连三创刊，开始侵蚀《满洲日报》的市场[2][3]。
- 1907年11月3日，《满洲日日新闻》由满铁初代总裁后藤新平发案并创刊，《满洲日日新闻》是《满洲日报》的前身，是满铁的机关报，发行于大连。该报使用的语言为日语和英语。
- 1927年11月，《满洲日日新闻》和《辽东新报》合并，改名为《满洲日报》，但1935年8月又改名为《满洲日日新闻》。
- 1938年，总公司迁移到辽宁奉天，在奉天和大连同时发刊。大连版的新闻报刊叫《大连日日新闻》[4]。
- 1944年5月，《满洲日日新闻》和《满洲新闻》合并，改名为《满洲日报》。《满洲日报》停刊于1945年8月16日，也就是日本投降的隔天。